# Nils Liess
Nils Liess (24 agosto 1996) è un nuotatore svizzero.

## Biografia
È figlio di Steffen Liess e Jennifer Liess. Ha iniziato a praticare il nuoto da bambino. Suo fratello maggiore Alexandre Liess ha gareggiato ai Giochi olimpici di Londra 2012. Anche il fratello Thomas Liess è nuotatore di caratura internazionale.
Ha gareggiato nel Centro Sportivo di Tenero, nel Canton Ticino. In seguito la sua squadra di club è stato il Genève Natation 1885. In carriera ha realizzato diversi primati nazionali.
Si è messo in mostra a livello giovanile ai Giochi olimpici giovanili estivi di Nanchino 2014 dove nella specialità della farfalla si è classificato quarto nei 200 metri e sesto nei 100 metri. Ai campionati europei giovanili di Dordrecht 2014, vincendo la medaglia d'argento nei 100 e 200 metri farfalla. La Fondazione Aiuto sportivo lo ha eletto giovane speranza dello sport svizzero 2014.
Ha rappresentato la Svizzera ai mondiali di Kazan' 2015, concludendo ventiquattresimo nei 200 m farfalla. Ha preso parte alle staffette 4x100 metri e 4x200 stile libero, 4x100 metri misti e 4x100 metri misti mista.
Agli europei di Londra 2016 ha ottenuto il trentanovesimo posto nei 200 metri stile libero e il quattordicesimo nella staffetta 4x100 metri stile libero, con Alexandre Haldemann, Erik van Dooren e Aleksi Schmid.
Ai campionati mondiali militari di Rio de Janeiro 2017 ha vinto il bronzo nei 200 metri farfalla con il tempo di 1'57"87, migliorando di un centesimo il record svizzero sulla distanza da lui stesso detenuto.
Ai mondiali di Budapest 2017 è sempre stato eliminato in batteria, classificandosi trentesimo nei 200 metri stile libero, trentottesimo nei 100 metri farfalla, ventesimo nei 200 metri farfalla e ventinovesimo 200 metri dorso.
Agli europei di Glasgow 2018 si è qualificato in semifinale nei 200 metri stile libero, dove ha terminato la gara al quindicesimo posto, e nei 200 metri farfalla, in cui è stato dodicesimo. Ha invece ottenuto il trentatreesimo posti nei 200 metri dorso, a seguito dell'eliminazione in batteria. Nella 4x100 metri misti, con Thierry Bollin, Yannick Käser e Noè Ponti, si è piazzato undicesimo.
Ai mondiali di Gwangju 2019 è stato eliminato in batteria nei 100 e 200 metri stile libero, rispettivamente con il trentunesimo e venticinquesimo posto in classifica. Ha inoltre gareggiato nelle staffette 4x100 e 4x200 metri stile libero e nella 4x100 metri misti.

## Palmarès
- Europei giovanili

Dordrecht 2014: argento nei 100 m farfalla; argento nei 200 metri farfalla;
- Campionati mondiali militari

Rio de Janeiro 2017: bronzo nei 200 m farfalla;